# Ztracený víkend
Ztracený víkend (anglicky The Lost Weekend) je dramatický film režiséra Billyho Wildera z roku 1945 v hlavní roli s Rayem Millandem a Jane Wymanovou. Vypráví příběh neúspěšného spisovatele, který zápasí s alkoholickou závislostí. Film byl natočen na motivy stejnojmenné knihy Charlese R. Jacksona.

## Děj
Příběh líčí osud spisovatele Dona Birnama (v podání Raye Millanda) během jednoho víkendu v New Yorku. Don a jeho bratr Wick (Phillip Terry) naplánují společný víkend mimo velkoměsto. Wickovi jde o to, aby svému nemocnému bratrovi pomohl překonat abstinenční příznaky. Don je totiž už šest let závislý na alkoholu a vyhledává každou možnou situaci, aby se napil. S každodenním bojem s flaškou mu taky pomáhá přítelkyně Helen (Jane Wyman). Don se však zasekne v místním baru a svůj vlak promešká. Začíná víkend plný alkoholu protkaný vzpomínkami na seznámení s Helen.
Film podává smutný a skličující obraz člověka, kterému ničí alkoholizmus nejen tělo a duši, ale i sociální vazby s přáteli a rodinou.

## Obsazení
| Ray Milland     | Don Birnam      |
| Jane Wyman      | Helen St. James |
| Phillip Terry   | Wick Birnam     |
| Howard Da Silva | Nat             |
| Doris Dowling   | Gloria          |
| Frank Faylen    | 'Bim' Nolan     |

## Zajímavosti
Cary Grant a José Ferrer byli adepti na hlavní roli. Magazín Premiere zařadil film ve svém hlasování mezi "25 nejnebezpečnějších snímků". Herec Ray Milland strávil kvůli roli jednu noc v nemocnici v Bellevue jako pacient. Dokonce začal jíst tolik, co pacienti s alkoholismem.

## Ocenění

### Oscar
- Nejlepší film – producent Charles Brackett, Paramount
- Režie – Billy Wilder
- Herec v hlavní roli – Ray Milland
- Scénář – Charles Brackett, Billy Wilder
- Kamera ČB – John F. Seitz (nominace)
- Střih – Doane Harrison (nominace)
- Hudba – Miklos Rozsa (nominace)

### Zlatý glóbus
- Nejlepší film – producent Charles Brackett, Paramount
- Režie – Billy Wilder
- Herec v hlavní roli – Ray Milland

### Filmový festival v Cannes
- Zlatá palma pro nejlepší film (Palme d'Or)
- Cena pro nejlepšího herce (Prix d'interprétation masculine) – Ray Milland